# Numero di Woodall
In matematica si chiamano numeri di Woodall e si indicano con {\displaystyle W_{n}} i numeri naturali di forma
{\displaystyle n\cdot 2^{n}-1}

## La sequenza
Furono studiati per la prima volta da Allan J. C. Cunningham e H. J. Woodall, due matematici inglesi, nel 1917, grazie alle osservazioni di James Cullen sui numeri di Cullen, similmente definiti. I primi numeri di Woodall sono:
{\displaystyle W_{1}=1}
{\displaystyle W_{2}=7}
{\displaystyle W_{3}=23}
{\displaystyle W_{4}=63}
{\displaystyle W_{5}=159}
{\displaystyle W_{6}=383}
{\displaystyle W_{7}=895}
(sequenza A003216 dell'OEIS).

## I primi di Woodall
I numeri di Woodall che sono anche primi vengono chiamati numeri primi di Woodall. I primi valori di {\displaystyle n} che rendono primi i numeri di Woodall sono {\displaystyle 2,3,6,30,75,81,115,123,249,362,384} (sequenza A002234 dell'OEIS). La sequenza dei numeri primi di Woodall è invece
{\displaystyle W_{p1}=7}
{\displaystyle W_{p2}=23}
{\displaystyle W_{p3}=383}
{\displaystyle W_{p4}=32212254719\approx 3.221\cdot 10^{10}}
{\displaystyle W_{p5}=2833419889721787128217599\approx 2.833\cdot 10^{24}}
(sequenza A050918 dell'OEIS).

## Proprietà
I numeri di Woodall hanno diverse proprietà di divisibilità. Ad esempio, se {\displaystyle p} è un numero primo, allora divide
{\displaystyle W_{\frac {p+1}{2}}}
se il simbolo di Jacobi {\displaystyle \left({\frac {p}{2}}\right)} è {\displaystyle +1}
e divide
{\displaystyle W_{\frac {3p-1}{2}}}
se il simbolo di Jacobi {\displaystyle \left({\frac {p}{2}}\right)} è {\displaystyle -1}
Esiste anche una congettura che sostiene vi siano infiniti numeri primi di Woodall. A gennaio 2019 il più grande conosciuto è generato da {\displaystyle n=17016602} ed è un numero di 5122515 cifre scoperto da Diego Bertolotti nell'ambito del progetto di calcolo distribuito PrimeGrid.

## Numero di Woodall generalizzato
Un numero di forma
{\displaystyle W_{n}=n\cdot b^{n}-1}
è chiamato numero di Woodall generalizzato.